# AFI (banda)

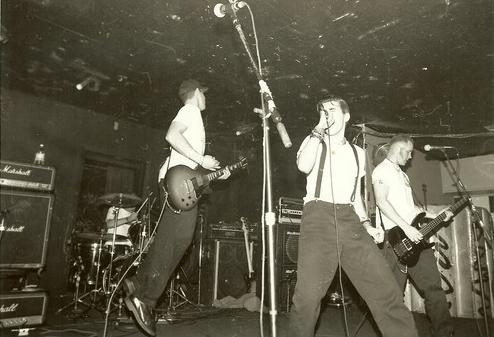
AFI em 1995.

AFI (abreviação para A Fire Inside) é uma banda americana de rock, formada em 1991 em Ukiah, Califórnia. Originalmente uma banda de hardcore punk, mas ao longo de sua carreira abrangeu outros gêneros, começando com horror punk e seguindo através do punk rock, post-hardcore, emo, rock gótico e rock alternativo.
A banda tem a mesma formação desde 1998; o vocalista Davey Havok, o baterista e backing vocal Adam Carson, com o baixista Hunter Burgan e o guitarrista Jade Puget, ambos tocam teclado e contribuem  com programação e backing vocals.
A formação inicial contava com Davey Havok (vocal), Adam Carson (bateria) e Mark Stopholese (guitarras); a formação inicial não contava com um baixista. Mais tarde, em 1991, a banda se estabilizaria com Davey Havok nos vocais, Jade Puget na guitarra, Hunter no baixo e Adam Carson na bateria. Começou como uma banda de hardcore californiano, desde o início marcada pelas letras sombrias e emocionais de Davey Havok.
AFI evoluiu para um estilo próprio, que,  graças as letras, artes de álbum e o visual do vocalista da banda, foi tachado de horror punk e emo. Na Nitro Records, a banda lançou alguns álbuns como Very Proud Of Ya (1996), Shut Your Mouth & Open Your Eyes (1997), Black Sails In Sunset (1999) e The Art of Drowning (2000).
Em seu álbum Sing the Sorrow de 2003 conseguiu uma exposição maior na mídia. No trabalho dos produtores Butch Vig (que já havia trabalhado com Nirvana e Smashing Pumpkins) e Jerry Finn (que já havia trabalhado com Green Day e Rancid), percebe-se uma maior preocupação para com os arranjos e a sonoridade melódica, demonstrando a evolução clara da banda em faixas como "Girls not Grey" e "Leaving Song Pt.II".
Davey Havock e Jade Puget criaram uma segunda banda, chamada Blaqk Audio, que se denomina um som eletrônico de techno/dance, que começou em 2007.

## Membros
Membros atuais
- Davey Havok – vocal (1991–presente)
- Jade Puget – guitarra, teclado, backing vocals (1998–presente)
- Hunter Burgan – baixo, teclado, backing vocals (1997–presente)
- Adam Carson – bateria, percussão (1991–presente)

Ex membros
- Mark Stopholese – guitarra, backing vocals (1991–1998)
- Vic Chalker – baixo, backing vocals (1991–1992)
- Geoff Kresge – baixo, backing vocals (1992–1997)

## Discografia

### Álbuns
- 1995 - Answer That and Stay Fashionable
- 1996 - Very Proud of Ya
- 1997 - Shut Your Mouth and Open Your Eyes
- 1999 - Black Sails in the Sunset
- 2000 - The Art of Drowning
- 2003 - Sing the Sorrow
- 2006 - Decemberunderground
- 2009 - Crash Love
- 2013 - Burials
- 2016 - The Blood Album

### Singles
- 1996 - "He Who Laughs Last"
- 1997 - "Third Season"
- 1999 - "Totalimmortal"
- 2000 - "Wester"
- 2000 - "The Days of the Phoenix"
- 2003 - "Girl's Not Grey"
- 2003 - "The Leaving Song Pt. 2"
- 2003 - "Silver and Cold"
- 2006 - "Miss Murder"
- 2006 - "Love Like Winter"
- 2009 - "Medicate"
- 2010 - "Beautiful Thieves"
- 2013 - "I Hope You Suffer"

### EPs
- Dork (1993)
- Behind the Times (later-1993)
- Eddie Picnic's All Wet (1994)
- This Is Berkeley, Not West Bay (1994)
- Bombing the Bay (1995)
- Fly in the Ointment (1995)
- A Fire Inside EP (1998)
- Black Sails EP (1999)
- All Hallow's EP (1999)
- The Days of the Phoenix EP (2001)
- 336/Now the World Picture Disc (2002)

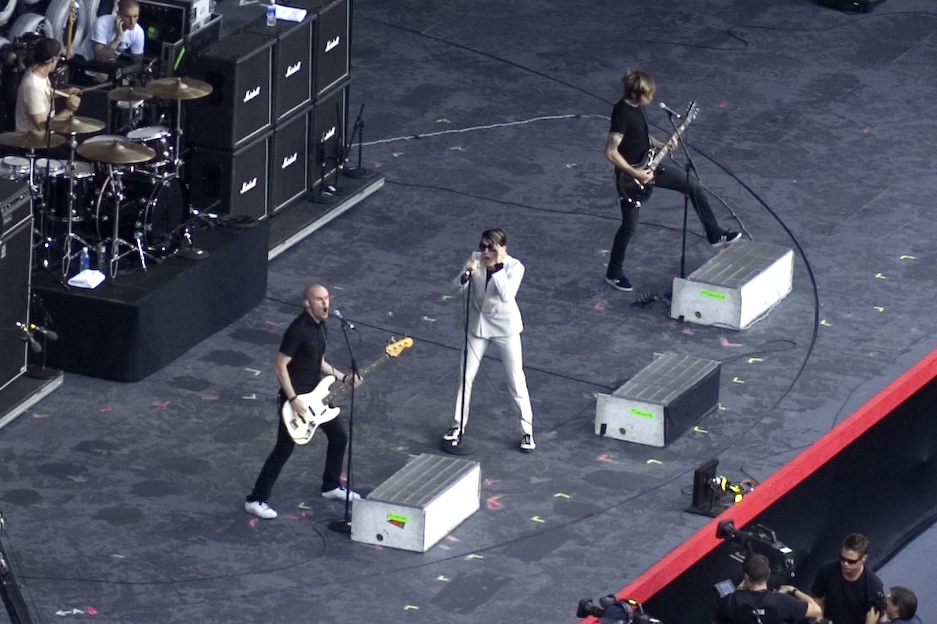
A banda no Live Earth, 2007

- The Missing Man (2018)

## Videografia

### DVDs
- Clandestine (2003)
- I Heard a Voice (2006)

### Vídeos
- "He Who Laughs Last…" - 1996
- "Third Season" - 1997
- "Totalimmortal" - 1999
- "The Days of the Phoenix" - 2000
- "Girl's Not Grey" - 2003
- "The Leaving Song Pt. 2" - 2003
- "Silver and Cold" - 2004
- "Miss Murder" - 2006
- "Love Like Winter" - 2006
- "Medicate" - 2009
- "Beautiful Thieves" - 2010